# Enciclopèdia Jueva
L'Enciclopèdia Jueva: Un registre descriptiu de la història, religió, literatura i costums del poble jueu des dels primers temps fins a l'actualitat és una enciclopèdia en anglès que conté més de 15.000 articles sobre la història, la cultura i l'estat del judaisme fins a principis del segle XX segle.  El director editorial de l'enciclopèdia era Isidore Singer i el consell editorial estava presidit per Isaac K. Funk i Frank H. Vizetelly .
L'erudició de l'obra encara és molt apreciada. Els Arxius Jueus Americans la van considerar "l'obra científica jueva més monumental dels temps moderns",  i el rabí Joshua L. Segal va dir que "per a esdeveniments anteriors al 1900, es considera que ofereix un nivell d'erudició superior a qualsevol de les enciclopèdies jueves més recents escrites en anglès". 
Va ser publicat originalment en 12 volums entre 1901 i 1906 per Funk & Wagnalls de Nova York, i reimprès a la dècada de 1960 per KTAV Publishing House. Ara és de domini públic .